# Nazionale femminile di calcio del Marocco
La nazionale di calcio femminile del Marocco è la rappresentativa calcistica femminile internazionale della Marocco, gestita dalla locale federazione calcistica (FRMF).
In base alla classifica emessa dalla FIFA il 15 marzo 2024, la nazionale femminile occupa il 58º posto del FIFA/Coca-Cola Women's World Ranking.
Come membro della Confédération Africaine de Football (CAF), partecipa a vari tornei di calcio internazionali, come al Campionato mondiale FIFA, alla Coppa delle nazioni africane femminile, ai Giochi olimpici estivi e ai tornei a invito. Oltre alla CAF, come le altre nazionali di calcio che rappresentano il Marocco negli incontri internazionali, è membro dell'Union of North African Football Federations (UNAF), che riunisci i Paesi nordafricani, e della Union of Arab Football Associations (UAFA), che riunisce i Paesi arabi. Il miglior risultato conseguito è il secondo posto nella Coppa delle nazioni africane 2022.

## Storia
La nazionale marocchina fece il suo esordio nella fase finale del campionato africano nel 1998 dopo che il Kenya aveva rinunciato alla disputa delle partite di qualificazione. Nella prima partita vinse la Nigeria per 8-0, in quella che rappresenta per il Marocco la peggiore sconfitta subita, mentre nella seconda partita arrivò una vittoria sull'Egitto, seguita da un pareggio contro la RD del Congo; nonostante avesse concluso a pari punti con la RD del Congo, quest'ultima passò il turno per la migliore differenza reti. Nel 2000 il Marocco partecipò per la seconda volta consecutiva alla fase finale del campionato africano dopo aver superato l'Algeria nella fase di qualificazione. Diversamente dalla precedente edizione, perse tutte e tre le partite del gruppo B.
Dopo aver vinto un'edizione non ufficiale nel 2001, il Marocco prese parte alla prima edizione ufficiale della Coppa araba femminile nel 2006, concludendo al secondo posto dopo la sconfitta in finale contro l'Algeria. Tra il 2000 e il 2020 la nazionale marocchina non riuscì a ottenere la qualificazione alla fase finale della Coppa delle nazioni africane, venendo eliminata nelle fasi di qualificazione. Il 22 febbraio 2020 arrivò la vittoria nella seconda edizione del campionato UNAF per nazionali femminili, grazie alla vittoria in finale sull'Algeria.
L'edizione 2022 della Coppa delle nazioni africane venne assegnata al Marocco, così che la nazionale tornò dopo 22 anni a partecipare alla fase finale del torneo. Sorteggiata nel gruppo A con Senegal, Burkina Faso e Uganda, le marocchine, guidate in panchina dal francese Reynald Pedros, conclusero al primo posto a punteggio pieno, con l'attaccante Ghizlane Chebbak protagonista con tre reti realizzate, una in ciascuna partita. Nei quarti di finale il Botswana venne sconfitto per 2-1, accedendo alle semifinali e ottenendo per la prima volta nella storia la qualificazione alla fase finale del campionato mondiale. In semifinale la Nigeria, campionessa in carica, venne battuta dopo i tiri di rigore, mentre in finale fu il Sudafrica a prevalere per 2-1, ottenendo uno storico secondo posto.

## Partecipazione ai tornei internazionali
Legenda: Grassetto: Risultato migliore, Corsivo: Mancate partecipazioni

## Tutte le rose

### Campionato mondiale
Coppa del Mondo FIFA 20231 Er-Rmichi, 2 Redouani, 3 Benzina, 4 Kassi, 5 El Chad, 6 Nakkach, 7 Chebbak, 8 Amani, 9 Jraïdi, 10 Badri, 11 Tagnaout, 12 Zouhair, 13 Seghir, 14 Mazrouai, 15 Gharbi, 16 Lahmari, 17 El Haj, 18 Chapelle, 19 Ouzraoui, 20 Bouftini, 21 Mrabet, 22 Arouaissa, 23 Ayane, CT: Pedros

### Coppa d'Africa
Coppa d'Africa femminile 20221 Er-Rmichi, 2 Redouani, 3 Dahmos, 4 Boukhami, 5 El Chad, 6 Nakkach, 7 Chebbak, 8 Amani, 9 Jraïdi, 10 Badri, 11 Tagnaout, 12 Zouhair, 13 Seghir, 14 Rabbah, 15 Chhiri, 16 Hassani, 17 Aït El Haj, 18 Mssoudy, 19 Allice, 20 Saoud, 21 Mrabet, 22 Hasnaoui, 23 Ayane, 24 Bouftini, 25 Mourtaji, 26 Abdelahad, CT: Pedros

## Rosa
Lista delle 23 giocatrici convocate dal selezionatore Reynald Pedros per il campionato mondiale 2023 in programma dal 20 luglio al 20 agosto 2023.
| N. | Pos. | Giocatore         | Data nascita (età)          | Pres. | Reti | Squadra          |
| -- | ---- | ----------------- | --------------------------- | ----- | ---- | ---------------- |
| 1  | P    | Khadija Er-Rmichi | 16 settembre 1989 (33 anni) |       |      | FAR Rabat        |
| 2  | D    | Zineb Redouani    | 12 giugno 2000 (23 anni)    |       |      | FAR Rabat        |
| 3  | D    | Nouhaila Benzina  | 11 aprile 1998 (25 anni)    |       |      | FAR Rabat        |
| 4  | C    | Sarah Kassi       | 9 settembre 2003 (19 anni)  |       |      | Fleury           |
| 5  | D    | Nesryne El Chad   | 13 marzo 2003 (20 anni)     |       |      | Lilla            |
| 6  | C    | Élodie Nakkach    | 20 gennaio 1995 (28 anni)   |       |      | Servette Chênois |
| 7  | A    | Ghizlane Chebbak  | 19 febbraio 1991 (32 anni)  |       |      | FAR Rabat        |
| 8  | C    | Salma Amani       | 28 novembre 1989 (33 anni)  |       |      | Metz             |
| 9  | A    | Ibtissam Jraïdi   | 9 dicembre 1992 (30 anni)   |       |      | Al Ahli          |
| 10 | D    | Najat Badri       | 19 maggio 1988 (35 anni)    |       |      | FAR Rabat        |
| 11 | A    | Fatima Tagnaout   | 20 gennaio 1999 (24 anni)   |       |      | FAR Rabat        |
| 12 | P    | Assia Zouhair     | 29 aprile 1991 (32 anni)    |       |      | CAK              |
| 13 | D    | Sabah Seghir      | 27 settembre 2000 (22 anni) |       |      | Sampdoria        |
| 14 | D    | Rkia Mazrouai     | 11 maggio 2002 (21 anni)    |       |      | Charleroi        |
| 15 | A    | Fatima Gharbi     | 15 maggio 2001 (22 anni)    |       |      | Europa           |
| 16 | C    | Anissa Lahmari    | 17 febbraio 1997 (26 anni)  |       |      | Guingamp         |
| 17 | D    | Hanane Aït El Haj | 2 novembre 1994 (28 anni)   |       |      | FAR Rabat        |
| 18 | C    | Kenza Chapelle    | 1º luglio 2001 (22 anni)    |       |      | Nantes           |
| 19 | A    | Sakina Ouzraoui   | 29 agosto 2001 (21 anni)    |       |      | Club YLA         |
| 20 | C    | Sofia Bouftini    | 25 gennaio 2002 (21 anni)   |       |      | RS Berkane       |
| 21 | D    | Yasmin Mrabet     | 8 agosto 1999 (23 anni)     |       |      | Levante Badalona |
| 22 | P    | Inès Arouaissa    | 30 giugno 2001 (22 anni)    |       |      | Cannes           |
| 23 | A    | Rosella Ayane     | 16 marzo 1996 (27 anni)     |       |      | Tottenham        |